# Coenonympha anaxarete
Coenonympha anaxarete är en fjärilsart som beskrevs av Hans Fruhstorfer 1910. Coenonympha anaxarete ingår i släktet Coenonympha och familjen praktfjärilar. Inga underarter finns listade i Catalogue of Life.